# 울트라에디트
울트라에디트(영어: UltraEdit)는 윈도우, 리눅스, macOS용 상용 문서 편집기의 하나로, IDM 컴퓨터 솔루션스의 창립자 Ian D. Mead에 의해 1994년 개발되었다. 이 편집기에는 매크로, 구성 가능한 구문 강조, 코드 폴딩, 파일 유형 변환, 프로젝트 관리, 검색 및 치환을 위한 정규 표현식, 컬럼 편집 모드, FTP를 통한 원격 파일 편집, API나 명령 줄 인터페이스를 위한 인터페이스를 포함, 프로그래머를 위한 도구들이 들어있다. 파일은 탭 형태로 탐색 및 편집이 가능하며 유니코드와 16진(hex) 편집 모드도 지원한다.
원래 이름은 MEDIT였으며 처음에는 윈도우 3.1x에서 구동되도록 설계되었다. 울트라에디트-32(UltraEdit-32)라는 이름의 버전이 나중에 윈도우 NT와 윈도우 95에서 구동될 수 있도록 개발되었다. 마지막 16비트 울트라에디트 프로그램은 6.20b였다.
버전 11을 기점으로 윈터트리 맞춤법 검사기 엔진은 GNU 아스펠로 대체되었다.
버전 13(2007년)에서 작업 자동화를 위한 기존 매크로 기능에 대해 자바스크립트가 추가되었다. 울트라에디트의 자바스크립트는 자바스크립트 1.7을 사용한다.
울트라에디트-32(UltraEdit-32)라는 이름은 버전 14.00 들어 울트라에디트(UltraEdit)로 변경되었다. 버전 22.2는 최초의 네이티브 64비트 버전의 문서 편집기였다.
울트라에디트의 설치 용량은 약 100 MB를 차지한다.

## 같이 보기
- 문서 편집기 목록